# Klaas Bruinsma (literair vertaler)
Klaas Bruinsma (Oosterend (Súdwest-Fryslân), 1 februari 1931 – Drachten, 29 oktober 2018) was een Nederlands vertaler van historische literaire werken uit onder andere het Nederlands, Spaans en Grieks in het Fries. In 2007 werd hij onderscheiden met een Zilveren Anjer.

## Levensloop
Hij volgde zijn middelbare school aan het Gereformeerd Gymnasium in Leeuwarden en was tot zijn pensionering leraar Engels en geschiedenis aan onder meer het Ichthus College te Drachten.
Op zijn naam staan literaire vertalingen van onder meer Karel ende Elegast (1994) en Beatrijs. In 1993 kreeg Bruinsma de Obe Postmapriis voor zijn vertaling uit het Grieks van de tragedies van Sophocles. In 2005 kreeg hij deze prijs voor de tweede keer, nu voor zijn vertalingen in het gedenkboek van Gysbert Japicx, de Georgica van Vergilius en vooral voor zijn vertaling van de Ilias en de Odyssee van Homerus. Hij vertaalde ook de Middelnederlandse Esopet in het Fries, evenals Mei van Herman Gorter en Journey of the Magi van T.S. Eliot.
Enkele weken voor zijn dood verscheen een bundel met gelegenheidsgedichten van eigen hand die zijn betrokkenheid met de Friese (kerk)geschiedenis laten zien en de bronnen van zijn geloof. Daarnaast is er een deel met vertalingen en hertalingen, o.a. van passages uit de Oudfriese wetten.
Op 29 oktober 2018 is Klaas Bruinsma overleden te Drachten.

## Over Klaas Bruinsma
- Teake Oppewal: 'Levensbericht Klaas Bruinsma'. In: Jaarboek van de Maatschappij der Nederlandse Letterkunde, 2018-2019 (2020), pag. 62-80